# Bundesstraße 107
Pour les articles homonymes, voir Route 107.
La Bundesstraße 107 (abrégé en B 107) est une Bundesstraße reliant Pritzwalk à Chemnitz.

## Localités traversées

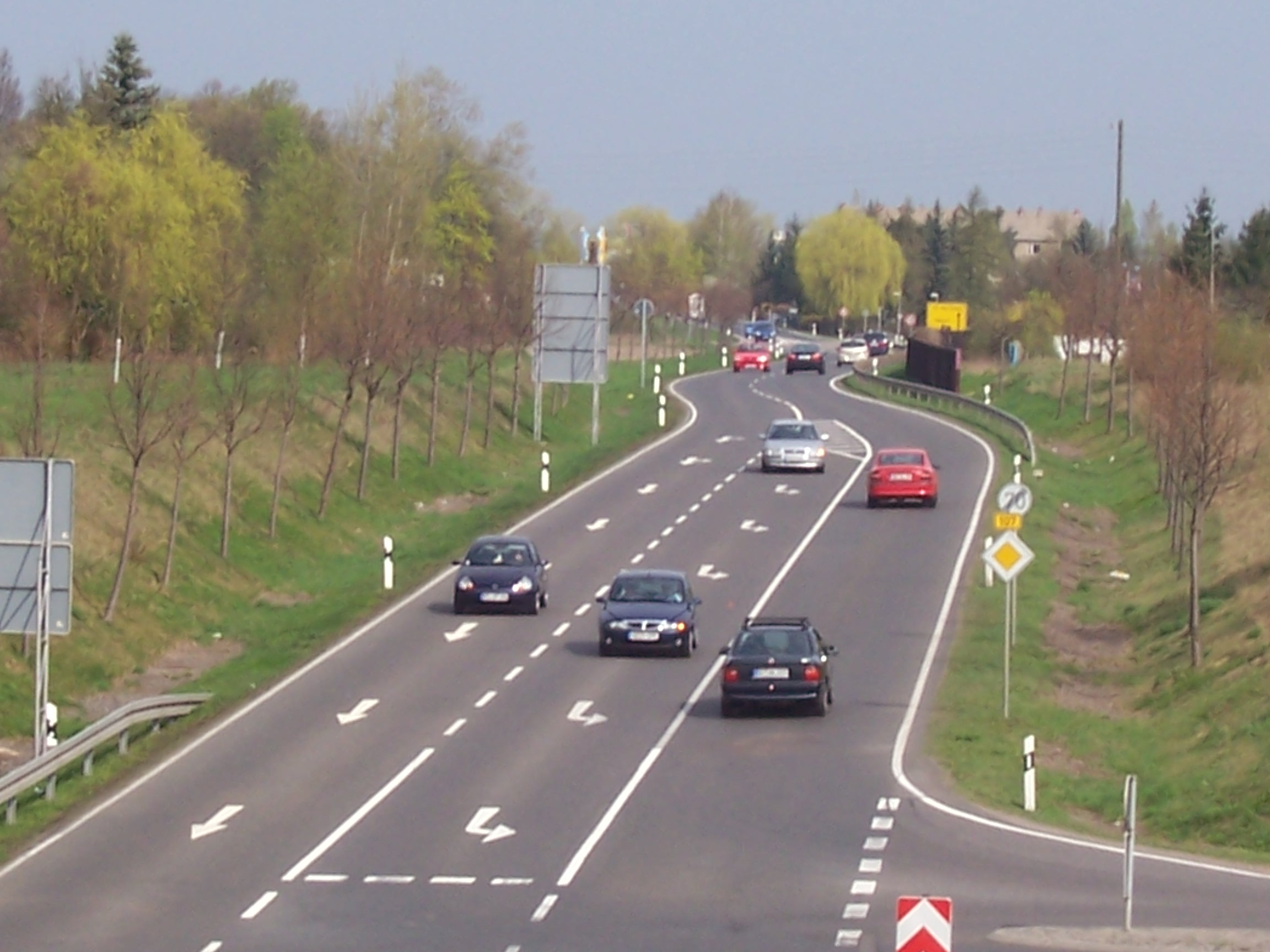
La route B 107 près d'Eilenbourg en direction de Bad Düben.

- Pritzwalk
- Havelberg
- Sandau
- Fischbeck (de)
- Genthin
- Ziesar
- Görzke
- Wiesenburg

- Coswig
- Wörlitz
- Oranienbaum
- Gräfenhainichen
- Bad Düben
- Eilenbourg
- Trebsen/Mulde
- Grimma
- Colditz
- Rochlitz
- Chemnitz